# Minibox
Miniboxy jsou papírové modely jednodušší koncepce, jejichž autorem je Ing. arch. Milan Weiner. Místo klasického podvozku byly první modely opatřeny jen jakousi krabičkou (odtud název). Vznikly na letním táboře pro postižené děti v roce 1989, kde sloužily jako ceny pro děti v táborové hře Rallye Paříž-Dakar o cenu Claye Regazzoniho. Na spodní straně modelu je dodnes znak červeného kříže. Koncem roku 1989 se první modýlky objevily i v časopise ABC. Šlo o Tatru 815 6×6 Claye Regazzoniho a LIAZ 111.154, které se účastnily Dakaru 1988. Tato tradice v časopise pokračovala donedávna. Několik modelů vyšlo i v samostatných sešitech.

## Série
Základním měřítkem je 1:100. Právě toto měřítko si našlo nejvíce fanoušků. Tyto modely tvořily samostatnou sérii. Zpočátku šlo hlavně o české Tatry, LIAZy, Avie a Karosy. Časem se objevily i osobní vozy Škoda, americké kamiony, stavební stroje Caterpillar a další. Jako doplněk dokonce vyšly i 3 stavby. Miniboxy si samozřejmě prošly svým vývojem. Později bylo tedy možné sestavit i složité podvozky s odpruženými nápravami. 
Pak se v časopise objevily i v měřítku 1:160. Tyto modely sloužily jako doplněk k tehdejšímu velkému projektu – modelu Městské památkové rezervace. Jako další se objevilo měřítko 1:300, které si také získalo srdce mnoha modelářů. V tomto měřítku lze totiž sestavit soubory a dioramata, současně je celkem nenáročné na místo. Následně se objevilo měřítko 1:120. To se využívá zejména u propagačních předmětů České spořitelny (modely lokomotiv a domů) a v kampani Pomozte dětem (model lokomotivy). V měřítku 1:200 vyšel pěchotní srub československého opevnění. Vytvořeny byly ale i modely pro reklamní účely, například muzeum v Hradci Králové, Umělecká škola v Náchodě, Sportovní hala a klášter v Hostinném, automobil Bedford k filmu Tobruk nebo série autíček z komiksu pro časopis Mateřídouška. V ABC vyšla i série fiktivních vozidel s krajinu k výuce dopravních předpisů. 

### Seznam

#### Modely v měřítku 1:100 a 1:160
1. Tatra 815 6x6 Dakar 1988 Clay Regazzoni (také 1:160) také reedice
2. Liaz 111.154 Dakar 1988 Jiří Moskal (také 1:160) také reedice
3. Liaz 151.261 sklápěč (také 1:160 a 1:300) také reedice
4. Tatra 815 6x6 S3 také reedice
5. Tatra 815 8x8 Dakar 1988 Serge Samson
6. Tatra 815 4x4 Dakar 1988 Karel Loprais
7. Karosa C 734 (také 1:300)
8. Tatra 815 6x6 SPO
9. Zetor 12245 UR II
10. PS2 - valníkový přívěs
11. Karosa LC 736
12. IFA KM 2301 – zametací vůz (také 1:160)
13. ARO 244
14. Avia A21 fourgon - modrá verze, verze v barvách firmy Stasis (také 1:160 a 1:300)
15. Liaz 100.55 tahač
16. BSS NV 31.24.22 - valníkový návěs
17. Karosa C 734 Spoje (také 1:160)
18. Škoda Favorit - civilní, rallye a kabriolet (také 1:160 a 1:300. a dokonce 1:87)
19. NPA-7 - návěs na přepravu osobních automobilů
20. Tatra 815 6x6 CAS 32 (také 1:160 a 1:300)
21. Mercedes-Benz 1936 AK Dakar 1987
22. Praga V3S vojenský valník
23. ARO TV 320 sanita
24. MACK SuperLiner II
25. MACK chladírenský návěs
26. Škoda Favorit Praktik - Požární ochrana (také 1:300)
27. Steyr Puch 700 haflinger - civilní a sanitní
28. Mercedes-Benz 207D sanita (také 1:160)
29. Liaz 101.860 CAS 25 (také 1:160 a 1:300)
30. Avia A31N SPEA - pekárenský vůz
31. TOPOS - přívěsová vojenská polní kuchyně
32. Škoda Forman - civilní a van (také 1:160 a 1:300)
33. Tatra 815 6x6 TP
34. Liaz ADM 337 - autodomíchávač
35. Scania T143 H valník
36. Kässbohrer Setra S 228 DT Imperial (také 1:160)
37. VAZ 2102 (také 1:160)
38. Liaz 101.860 4x4 Expedice Lambaréné (také 1:160)

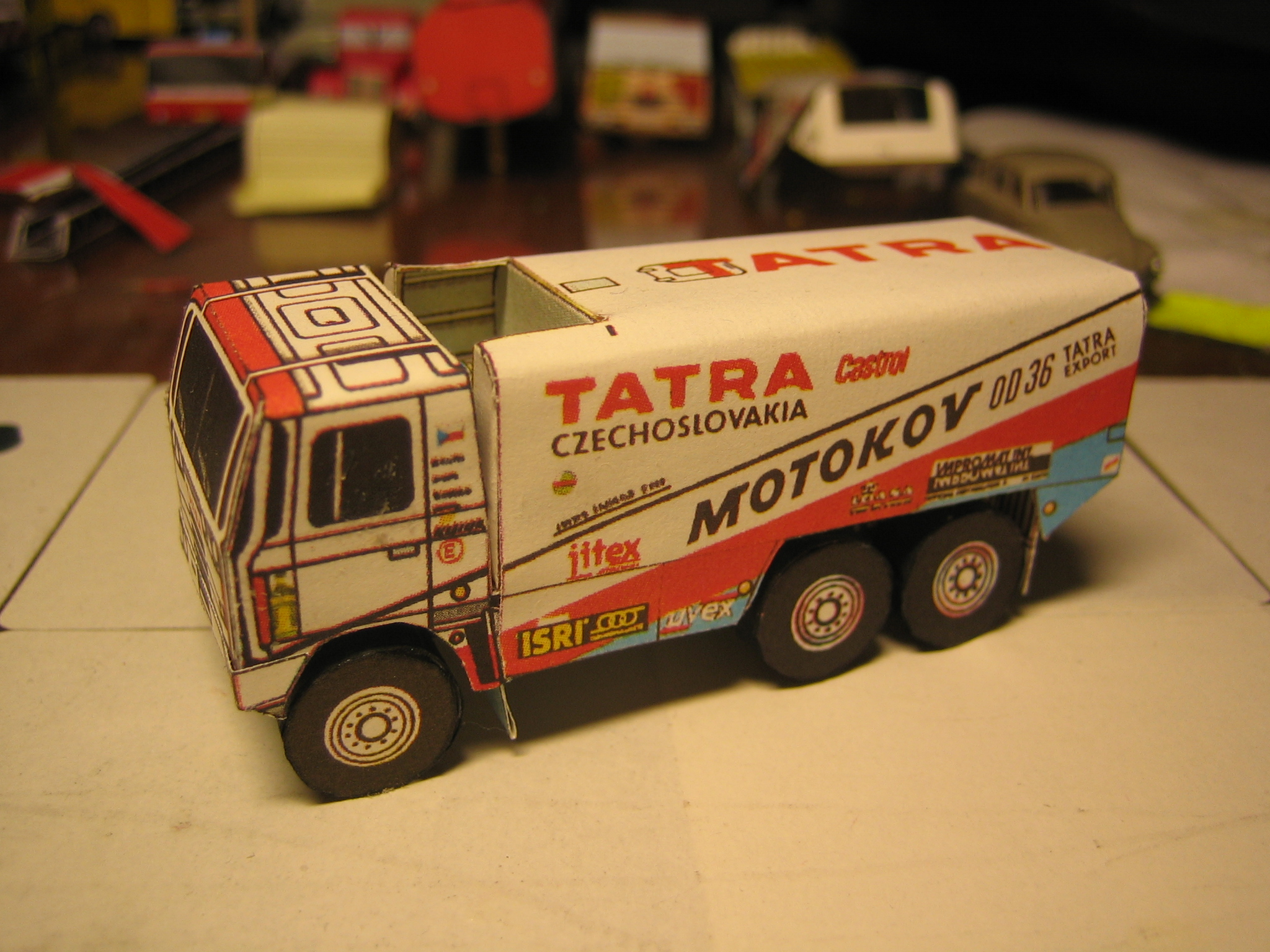
W079

39. Praga V3S vojenský skříňový vůz
40. Avia TAZ Neretva sanita (také 1:160)
41. Škoda PKD 6 - přívěsový kompresor
42. Saviem TP-3 valník
43. Transporta P32 - přívěsový podvalník
44. Steyr Puch 700 Haflinger - hasičský vůz
45. Škoda Favorit - Policie ČR
46. Fiat 126 (také 1:160)
47. Škoda 15 Tr - nevydáno (také 1:300)
48. Liaz 110 POH 221 - popelářský vůz
49. Avia A31N valník
50. Tatra 815 6x6 AD 28 jeřáb - nevydáno
51. Liaz 110.581 tahač (také 1:300)
52. A3S - vojenský skříňový přívěs
53. MTX 1600 RZP/T záchranářský vůz (také 1:160)
54. původně Škoda Forman Varia/Škoda Forman Plus - bude nahrazeno modelem Tatra 815 6x6 TPL
55. VP 200 - silniční válec
56. Avia A21 fourgon - expediční vůz
57. Tatra 141
58. Vinnebago Chieftain model 1992 - americký obytný vůz (také 1:160)
59. Karosa B 731 - nevydáno (také 1:300)
60. Tatra 815 6x6 GTC
61. Škoda Forman - Policie ČR (také 1:300)
62. Claas Jaguar 695 SL
63. Dacia 1300 (také 1:160)
64. původně Fiat Tipo - bude nahrazeno modelem Praga S5t
65. BSS NK 25.20.18 - sklápěcí návěs
66. Tatra 111
67. Avia TAZ Neretva
68. Leitner LH 420 - sněžná rolba
69. Škoda 130 (také 1:160 a 1:300)
70. Karosa C 734S stěhovací (pouze 1:160)
71. Amphi-Ranger 2800 SR sanitka (také 1:160)
72. Volkswagen LT40 Camp (také 1:160 a 1:300)
73. Dethleffs - obytný přívěs (také 1:160)
74. Dodge WC51 - nevydáno
75. Caterpillar D11N - buldozer
76. Caterpillar 826C - zhutňovač skládek
77. Tatra 815 4x4 - Paris Le Cap 1992, Dakar 1991
78. Tatra 815 4x4 - Paris Le Cap 1992
79. Tatra 815 6x6 - Paris Le Cap 1992, Dakar 1991 W079
80. Dodge CT 800 - sklápěč
81. Avia A30 Camp (také 1:160)
82. Škoda 14 Tr (také 1:300)
83. Caterpillar 325 - pásový bagr
84. Caterpillar 140G - grejdr
85. Teriér 4x2
86. Teriér 4x4
87. Liaz 110 POH 217 (také 1:300)
88. Tatra 815 6x6 S1
89. Praga V3S vojenský skříňový automobil
90. Tatra 128 - nevydáno
91. Fiat Uno - nevydáno
92. Tatra 72 - expediční vůz doktora Bauma
93. Caterpillar 992C - nakladač
94. Caterpillar 785 - dempr
95. Isuzu Campo
96. Liaz 110.573 tahač
97. Antosen ROC 34 - cisternový návěs
98. Liaz 122.053 valník (pouze 1:160)
99. Amphi-Ranger 2800 SR armádní (také 1:160)
100. Caterpillar Challenger 65B - pásový traktor
101. Caterpillar CB-525B silniční válec
102. Caterpillar 428B - nakladač
103. Caterpillar 206B FT - kolový bagr
104. Škoda Fabia
105. Liaz 101.860 VNP 400 - vůz pro opravy trolejového vedení
106. neobsazeno
107. Liaz 110.073 valník (pouze 1:160 a 1:300)
108. Panav PV 20.15 valníkový přívěs (pouze 1:160)
109. Caterpillar D 400D - kloubový dempr
110. Karosa LC 736 - Dopravní podnik Hradce Králové (také 1:160 a 1:300)
111. AEC Matador 4x4 vojenský valník (pouze 1:160)
112. AEC Matador 4x4 vojenský valník s plachtou (pouze 1:160)
113. AEC Matador 6x6 vojenský valník (pouze 1:160)
114. AEC Matador 4x4 vojenská sanita (pouze 1:160)
115. neobsazeno
116. Caterpillar PR-750B - silniční frézovač
117. AEC Rotemaster - Londýnský Doubledecker (také 1:300)
118. Volkswagen Transportercelní správa
119. Volkswagen Crafter celní správa
120. MAN TGE Rapiscan 628 DV celní správa mobilní rentgen
121. DAF LF250FA Mobilní laboratoř celní správy
122. Tatra Jamal sklápěč
123. Volkswagen Transporter Policie ČR (také 1:300) W123

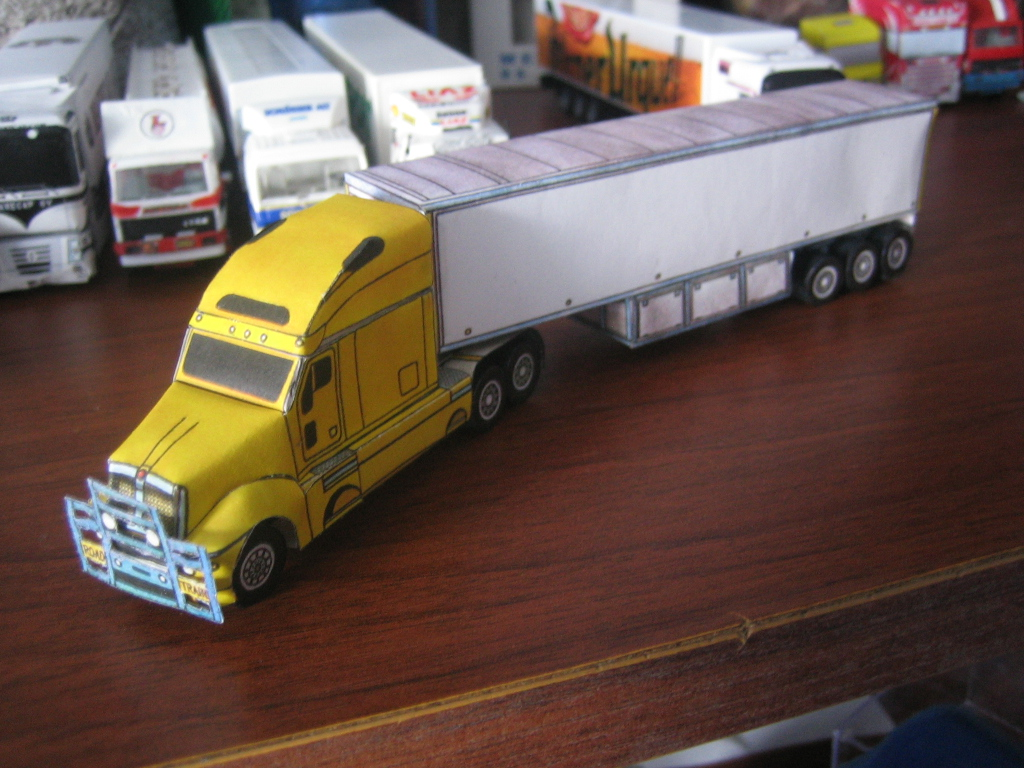
W123

124. Volkswagen Transporter T4 Syncro Záchranná služba (také 1:300)9
125. Volkswagen Transporter T4 Syncro Horská služba
126. Volkswagen Transporter T4 Syncro pásový Horská služba
127. Ski-Doo Alpine III - sněžný
128. Kenworth T2000
129. US typ 2 - skříňový návěs
130. neobsazeno
131. Mercedes Benz Arcos 2542 L NR MOC policie čr mobilní Operační centrum Jupiter
132. Volkswagen Amarok policie čr

160. Tatra 815 pro expedici TATRA kolem světa 2 (TATRA kolem světa 2)

### Modely v měřítku 1:87
17. Karosa C734 Spoje
18. Škoda Favorit 
151. LIAZ Race 1 "Líza" - Dakarský speciál 111.154 týmu KM Racing z Dakar Rallye 2016
152. MAN TGA 6x6 Asistence týmu KM Racing z Dakar Rallye 2016
153. LIAZ "bydlík" - obytný doprovodný automobil týmu KM Racing na podvozku 111.154 z Dakar Rallye 2016
154. Toyota Hilux - doprovodný novinářský automobil týmu KM Racing z Dakar Rallye 2016
155. LIAZ Race "Franta" - Dakarský speciál týmu BigShock Racing z Dakar Rallye 2017
156. Iveco Daily - Rozvážkový automobil řetězce Tesco-Tesco Box

##### H1 Osobní
1. Škoda Forman
2. Škoda Favorit
3. Škoda Felicia
4. Jeep Cherokee
5. Škoda Octavia
6. Škoda 120
7. Renault Express
8. Austin FX4 Taxi

##### H2 Užitkové
1. Škoda 1203 van
2. Škoda 1203 kombi
3. Škoda 1203 bus
4. Peugeot J5
5. Volkswagen LT40 Camp

##### H3 Autobusy
1. Karosa C 734
2. Karosa LC 757 HD12
3. Škoda 14 Tr
4. Karosa LC 736
5. Škoda 15 Tr
6. Karosa B 731
7. Karosa B 741
8. AEC Routemaster

##### H4 Nákladní

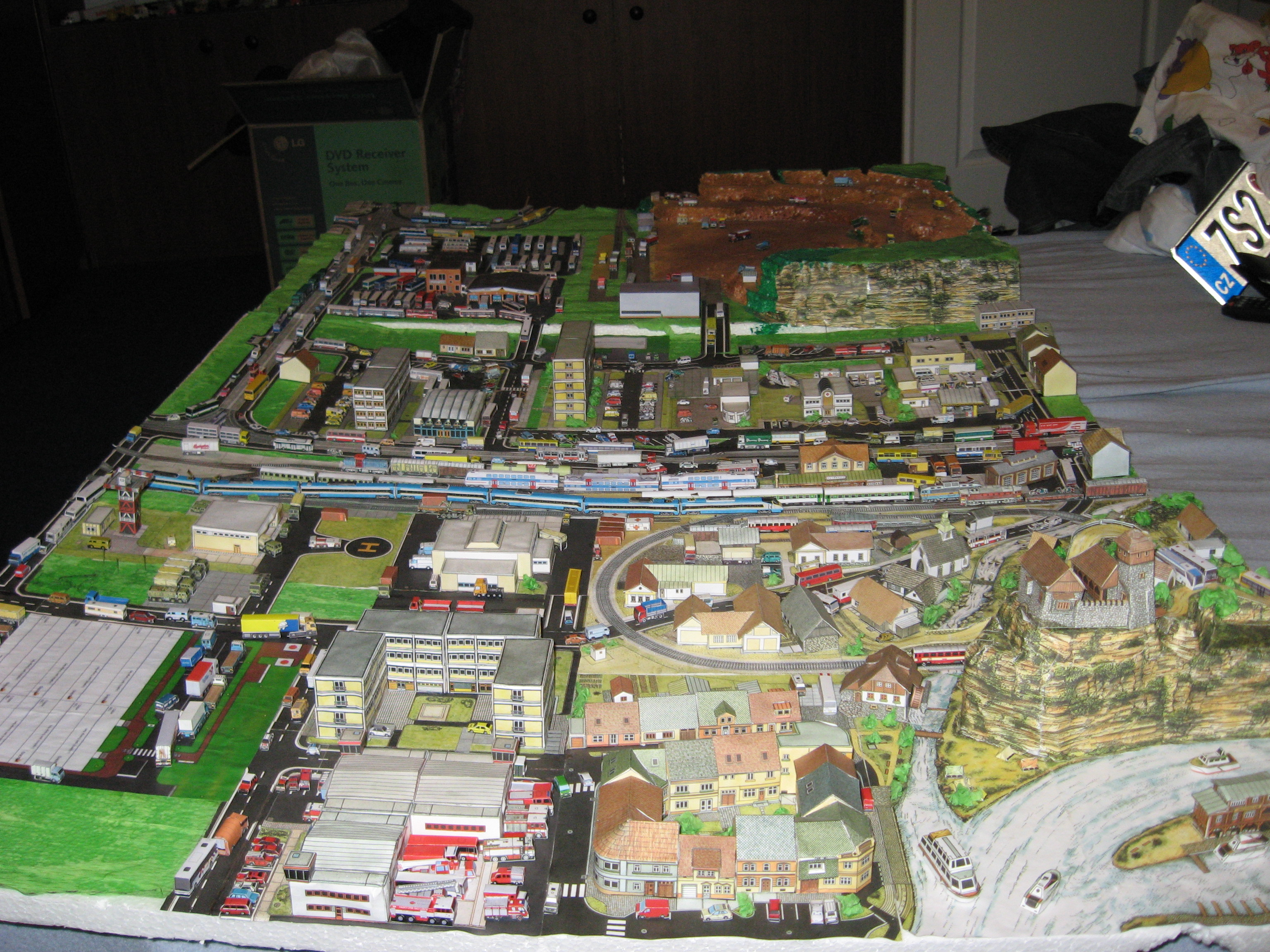
ukázka vytvořeného papírového města v měřítku 1:300

1. Liaz 110.073 valník
2. Avia A21 Fourgon
3. Liaz 110.581 tahač
4. Liaz 151.261 sklápěč
5. Foden FE6

##### H5 Záchranné
1. Tatra 815 6x6 CAS 32
2. Liaz 101.860 CAS 25
3. MAN FAEG
4. Policie 1 - Jeep Cherokee, Renault Express, Škoda Felicia, Škoda Forman
5. Policie 2 - Avia A21 Fourgon, Volkswagen Transporter
6. Hasiči - Avia A21 Fourgon, Jeep Cherokee, Land Rover Defender, Volkswagen Transporter
7. Záchranná služba - Jeep Cherokee, Land Rover Defender, Škoda Felicia, Volkswagen Transporter

##### H6 Speciální
1. Liaz 110 POH 217
2. Tatra 815 6x6 TPL tahač letadel
3. Mercedes-Benz cisterna LPH
4. Tatra 816 4x4 K6 - zametač

##### H7 Vojenské
1. Tatra 815 8x8 VVN
2. Tatra 815 6x6 VVN
3. Tatra 815 8x8 VT
4. Land Rover Defender
5. Tatra 815 8x8 Multilift
6. neobsazeno
7. neobsazeno
8. Tatra 815 8x8 VVN II. verze

H9 Expediční
1. TATRA 815 GTC (TATRA kolem světa)
2. TATRA 815 pro expedici TATRA kolem světa 2 (TATRA kolem světa 2)

## Příbuzné modely

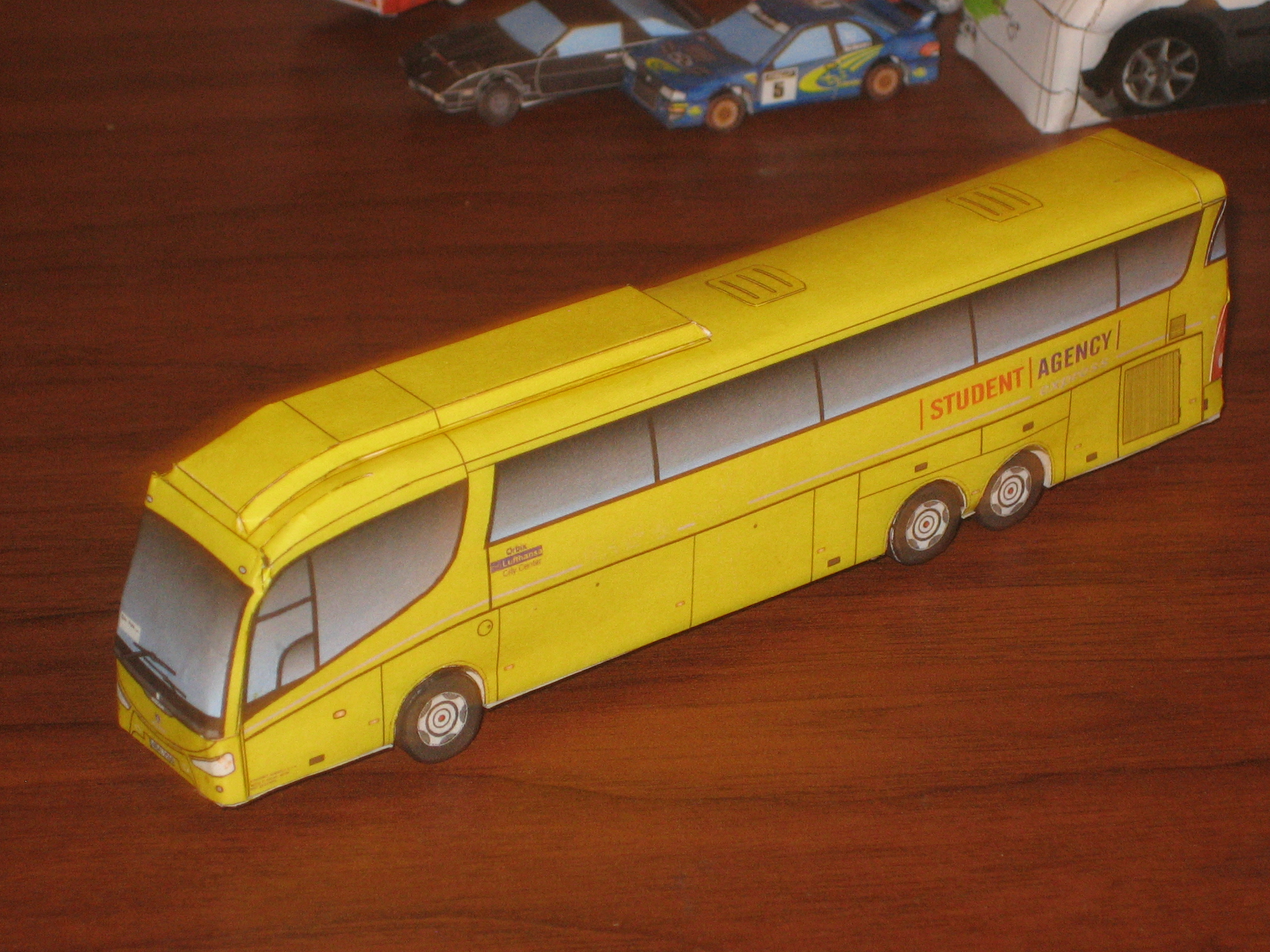
model autobusu Scania Irizar od Michala Rozínka

Díky fanouškům vznikl v září 2005 na webu obsáhlý seznam, který měl obsahovat a dokumentovat všechny modely ve všech provedeních. Časem byla stránka rozšířena o modely podobné miniboxům, jejichž tvorby se ujali přímo fanoušci. Jejich zpočátku jednoduché pokusy byly časem dotaženy na stejnou, ne-li lepší úroveň než u původních miniboxů. S častými aktualizacemi na této stránce vycházejí stále nové modely.